# 美幌町
美幌町（びほろちょう）は、北海道オホーツク総合振興局管内にある町。オホーツク地域のうち斜網地域に属する。

## 概要
町名にはアイヌ語と「ピポロ」〔石・多い〕あるいは「ペホロ」〔水・多い〕の二説があり、特定しがたいとされる。
陸上自衛隊の駐屯地があり、自然が豊かで降雪や災害が少なく、空港が近いことから道外からの移住者が多いのが特徴。
網走川と美幌川に挟まれ形成された半径約2kmの市街地に、人口の8割以上が集中するコンパクトシティである。

## 地理
地形は網走川、およびその水系の河岸段丘および氾濫原に広がり、網走市と北見市のほぼ中間に位置する。
隣接する女満別空港から市街地までの移動時間は自動車で15分程度、石北本線や国道4路線、道道6路線が交わる道東の交通の要衝に当たる。
日照率が高く、降雨量が少ないが、水道の水源地は、藻琴山から湧き出る女満別川上流であり、良好な水質を保っている。
- 阿寒摩周国立公園
- 山：藻琴山
- 川：網走川、美幌川、魚無川、女満別川、豊幌川、石切川、鶯沢川、木禽川、駒生川、駒の沢川、トマップ川
- ダム：古梅ダム

## 気候
ケッペンの気候区分によると、美幌町は湿潤大陸性気候に属する。寒暖の差が大きく気温の年較差、日較差が大きい顕著な大陸性気候である。降雪量が多く、豪雪地帯に指定されている。冬季は内陸の山間部であるため-25℃前後の気温が観測されることが珍しくない。
| 美幌（1991年 - 2020年）の気候      | 美幌（1991年 - 2020年）の気候 | 美幌（1991年 - 2020年）の気候 | 美幌（1991年 - 2020年）の気候 | 美幌（1991年 - 2020年）の気候 | 美幌（1991年 - 2020年）の気候 | 美幌（1991年 - 2020年）の気候 | 美幌（1991年 - 2020年）の気候 | 美幌（1991年 - 2020年）の気候 | 美幌（1991年 - 2020年）の気候 | 美幌（1991年 - 2020年）の気候 | 美幌（1991年 - 2020年）の気候 | 美幌（1991年 - 2020年）の気候 | 美幌（1991年 - 2020年）の気候 |
| 月                                 | 1月                           | 2月                           | 3月                           | 4月                           | 5月                           | 6月                           | 7月                           | 8月                           | 9月                           | 10月                          | 11月                          | 12月                          | 年                            |
| ---------------------------------- | ----------------------------- | ----------------------------- | ----------------------------- | ----------------------------- | ----------------------------- | ----------------------------- | ----------------------------- | ----------------------------- | ----------------------------- | ----------------------------- | ----------------------------- | ----------------------------- | ----------------------------- |
| 最高気温記録 °C （°F）             | 8.4 (47.1)                    | 14.5 (58.1)                   | 17.3 (63.1)                   | 31.5 (88.7)                   | 37.4 (99.3)                   | 37.2 (99)                     | 38.3 (100.9)                  | 36.5 (97.7)                   | 33.6 (92.5)                   | 30.1 (86.2)                   | 21.0 (69.8)                   | 15.6 (60.1)                   | 38.3 (100.9)                  |
| 平均最高気温 °C （°F）             | −2.7 (27.1)                   | −1.9 (28.6)                   | 2.7 (36.9)                    | 10.2 (50.4)                   | 16.9 (62.4)                   | 20.4 (68.7)                   | 23.8 (74.8)                   | 24.9 (76.8)                   | 21.6 (70.9)                   | 15.4 (59.7)                   | 7.7 (45.9)                    | 0.2 (32.4)                    | 11.6 (52.9)                   |
| 日平均気温 °C （°F）               | −8.3 (17.1)                   | −7.9 (17.8)                   | −2.5 (27.5)                   | 4.3 (39.7)                    | 10.2 (50.4)                   | 14.4 (57.9)                   | 18.3 (64.9)                   | 19.6 (67.3)                   | 15.8 (60.4)                   | 9.2 (48.6)                    | 2.2 (36)                      | −5.4 (22.3)                   | 5.8 (42.4)                    |
| 平均最低気温 °C （°F）             | −14.9 (5.2)                   | −15.1 (4.8)                   | −8.6 (16.5)                   | −1.5 (29.3)                   | 4.1 (39.4)                    | 9.2 (48.6)                    | 13.8 (56.8)                   | 15.2 (59.4)                   | 10.5 (50.9)                   | 3.1 (37.6)                    | −3.1 (26.4)                   | −11.4 (11.5)                  | 0.1 (32.2)                    |
| 最低気温記録 °C （°F）             | −30.2 (−22.4)                 | −31.2 (−24.2)                 | −27.2 (−17)                   | −15.1 (4.8)                   | −5.2 (22.6)                   | −1.9 (28.6)                   | 2.4 (36.3)                    | 5.7 (42.3)                    | −0.5 (31.1)                   | −5.6 (21.9)                   | −17.4 (0.7)                   | −23.9 (−11)                   | −31.2 (−24.2)                 |
| 降水量 mm （inch）                 | 40.2 (1.583)                  | 27.4 (1.079)                  | 33.1 (1.303)                  | 49.3 (1.941)                  | 58.5 (2.303)                  | 66.4 (2.614)                  | 90.9 (3.579)                  | 122.1 (4.807)                 | 117.5 (4.626)                 | 79.8 (3.142)                  | 44.8 (1.764)                  | 48.4 (1.906)                  | 778.6 (30.654)                |
| 平均降水日数 （≥1.0 mm）           | 9.5                           | 7.5                           | 8.5                           | 9.7                           | 10.1                          | 10.5                          | 11.2                          | 11.2                          | 11.4                          | 9.6                           | 8.8                           | 9.2                           | 117.3                         |
| 平均月間日照時間                   | 116.2                         | 131.2                         | 163.5                         | 168.5                         | 177.3                         | 164.4                         | 158.1                         | 157.9                         | 155.7                         | 158.2                         | 131.5                         | 125.2                         | 1,807.8                       |
| 出典1：Japan Meteorological Agency |                               |                               |                               |                               |                               |                               |                               |                               |                               |                               |                               |                               |                               |
| 出典2：気象庁                      |                               |                               |                               |                               |                               |                               |                               |                               |                               |                               |                               |                               |                               |

## 歴史

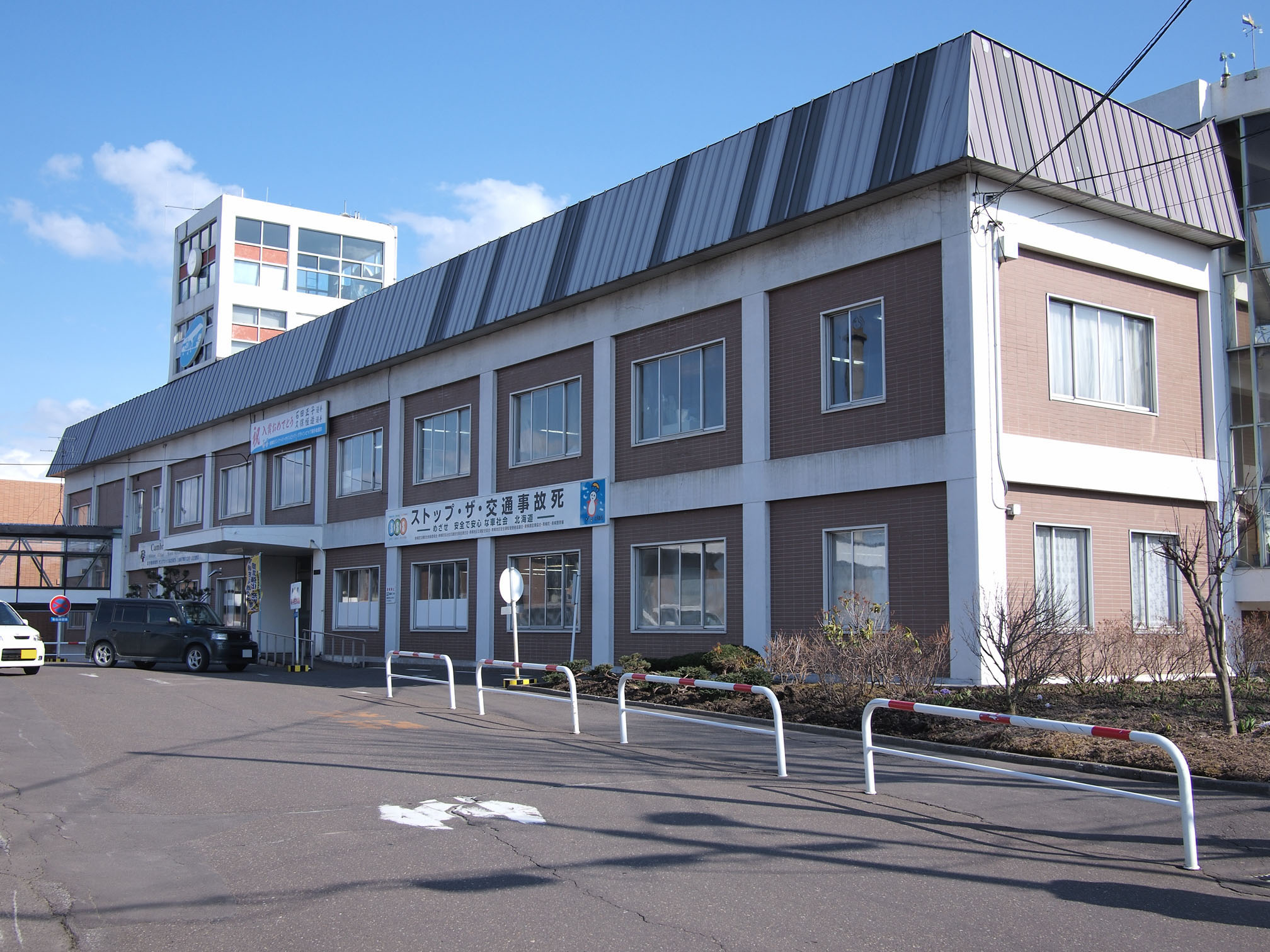
旧美幌町役場（2010年）

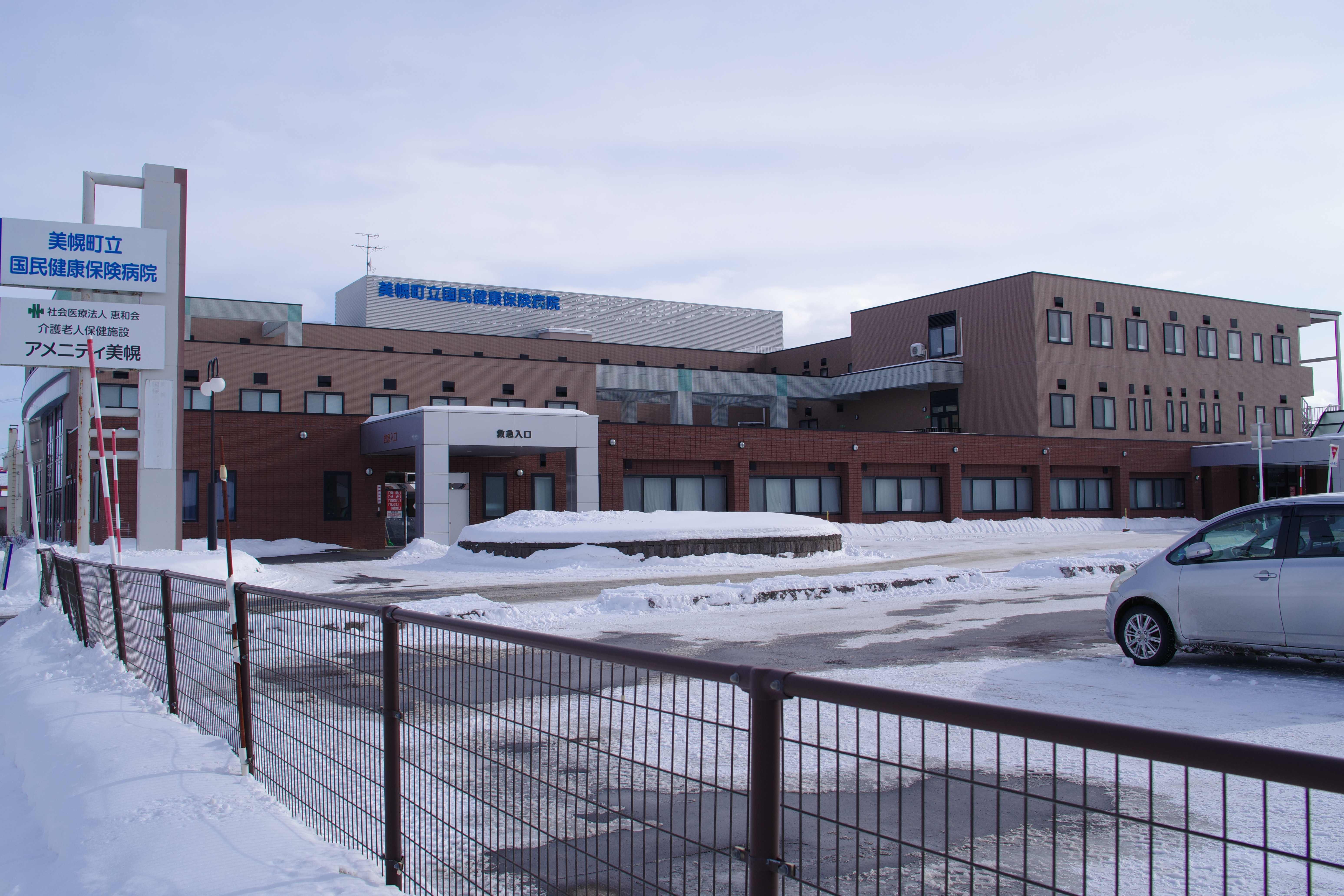
美幌町立国民健康保険病院（2023年撮影）

- 1887年（明治20年） 美幌他5か村戸長役場を設置。
- 1915年（大正4年）4月1日 美幌村、杵端辺（けねたんべ）村、古梅（ふるうめ）村、活汲（かっくみ）村、達媚（たっこぶ）村、飜木禽（ぽんききん）村が合併し、二級町村制施行、美幌村となる。
- 1919年（大正8年）4月1日 活汲村、達媚村、飜木禽村の3大字を津別村（現津別町）として分村。
- 1920年（大正9年） 美幌峠道路開通。
- 1921年（大正10年）4月1日 津別村の一部を編入。
- 1923年（大正12年）4月1日 一級町村制施行、美幌町となる。
- 1934年（昭和9年） 美幌峠を含む阿寒一帯が国立公園に指定を受ける。
- 1937年（昭和12年） 3大字を廃止、各町名、字名への再編が行われる。
  - 美幌村 → 東1～3条（南・北）、西1～2条（南・北）、大通南、大通北、仲町、新町、元町、美莫、青山、三橋、鳥里、野崎、瑞治、報徳、稲美、都橋、駒生、田中、美禽、昭野、美和、豊岡、上町、美富、豊幌、福住、豊富、古梅、登栄、栄森
  - 古梅村 → 古梅、日並
  - 杵端辺村 → 福住、日並、豊富、古梅
- 1938年（昭和13年） 田中地区に海軍航空隊施設工事着工。
- 1946年（昭和21年）9月30日 女満別村（現大空町）高野地区を編入。
- 1950年（昭和25年） 町立美幌高等学校を美幌農林学校に統合。下水道事業町営開始。
- 1951年（昭和26年） 警察予備隊駐屯。
- 1952年（昭和27年） 美幌商工会議所設立。美幌図書館開館。広報びほろ発刊。
- 1953年（昭和28年） 美幌町町歌制定。大下孝一作詞、武満徹作曲。
- 1954年（昭和29年） 昭和天皇、香淳皇后が乗車したお召し列車が美幌駅に停車。駅前に奉迎場が設けられた[7]。
- 1959年（昭和34年） 
  - 日本甜菜製糖美幌工場操業。
  - 1月27日 映画館「銀映座」で火災。約600人の観客のうち12人が死亡、27人が重軽傷[8]。
- 1960年（昭和35年） 「美幌町役場」現庁舎落成。
- 1963年（昭和38年） クレードル工場操業。
- 1964年（昭和39年） 美幌町総合計画策定。
- 1967年（昭和42年） 開基80年記念事業実施。柏ヶ丘公園樹木園造成。美幌町民憲章、町旗制定。
- 1968年（昭和43年） 美幌都市計画用途地域指定。
- 1969年（昭和44年） 「美幌町体育会館」落成。
- 1970年（昭和45年） 美幌温水溜池の設置。
- 1971年（昭和46年） 「スポーツセンター」完成。
- 1972年（昭和47年） 警察庁舎落成。ゴミ焼却施設完成。美幌町体育会館を町民会館へ名称変更。
- 1973年（昭和48年） 公共下水道事業着手。
- 1976年（昭和51年） 特別養護老人ホーム「緑の苑」オープン。「網走川河畔公園」完成。クッシーブーム。
- 1977年（昭和52年） 上下水道拡張工事着工。開基90年記念事業実施。柏ヶ丘公園にタイムカプセル埋立（50年後の2027年に掘り起こす）。
- 1978年（昭和53年） 国営かんがい排水事業「古梅ダム」本体工事に着手。
- 1979年（昭和54年） 「町立図書館」新築。
- 1980年（昭和55年） 「第1回びほろ観光牛肉まつり」開催（後に観光和牛まつりに改称）。
- 1981年（昭和56年） クッシーまつり開催。公共下水道供用開始。
- 1982年（昭和57年） 「コミュニティセンター」建設。
- 1985年（昭和60年） 国鉄相生線廃止。美幌峠牧場オープン。
- 1987年（昭和62年） 開基100年記念事業実施。第1回全国ハンググライディング大会開催。第1回ビホロ100kmバイアスロン（後にデュアスロンに改称）大会開催。「美幌博物館・農業館」オープン。
- 1988年（昭和63年） 「勤労者体育センター」オープン。「美幌林業館」オープン。スカイダイビング大会開催。「古梅ダム」完成。
- 1990年（平成2年） 「みどりの村森林公園」オープン。パラグライダー東北海道ジャパンオープン開催。小惑星に「美幌」と命名。
- 1991年（平成3年） 「B&G財団海洋センタープール」オープン。美幌峠牧場などで連続テレビ小説「君の名は」ロケ開始。「グリーンビレッジ美幌」オープン。
- 1992年（平成4年） 北海道道217号北見美幌線美幌トンネル開通。みどりの村ジャンボすべり台、壁泉、わんぱくの砦完成。町民手作りによる秋祭り「美幌ふるさと祭り」開始。
- 1994年（平成6年） 美幌ニュージーランド友好協会設立。
- 1996年（平成8年） 日帰り温泉施設「峠の湯びほろ」オープン。
- 1997年（平成9年） 110年記念式典、110年祭挙行。ニュージーランド・ワイパ地区ケンブリッジと友好姉妹都市調印。
- 1999年（平成11年） 「柏ヶ丘運動公園野球場」改築オープン。
- 2000年（平成12年） 「町立国民健康保険病院」改築オープン。「美幌みらい農業センター」設置。国道39号美幌バイパス：美幌高野交差点（現・美幌高野IC） - 美幌IC間開通。
- 2001年（平成13年） 「マナビティセンター」オープン。ターミナル物産館「ぽっぽ屋」オープン。
- 2002年（平成14年） 「美幌峠レストハウス」（道の駅「ぐるっとパノラマ美幌峠」）オープン。「リリー山スキー場」リフト設置。
- 2004年（平成16年） 保健福祉総合センター「しゃきっとプラザ」オープン。美幌郵便局新局舎オープン。
- 2005年（平成17年） 国道39号美幌バイパス：美幌IC - 女満別空港IC間開通。ごみ有料化と戸別収集開始。FSC森林認証を取得。
- 2007年（平成19年） 美幌120年祭挙行。
- 2008年（平成20年） 美幌町議会のインターネット中継開始。
- 2009年（平成21年） 特別養護老人ホーム「緑の苑」の民間移譲が議会提案され、一度は否決されるものの、再提案で可決される。
- 2010年（平成22年） 「びほろエコハウス」（環境省エコハウスモデル事業）新築オープン。
- 2011年（平成23年） 「美幌町自治基本条例」施行。
- 2012年（平成24年） 「美幌町民会館（びほーる）」オープン。
- 2013年（平成25年） 美幌消防100周年。第1回びほろ夏まつり開催。
- 2014年（平成26年） 福豊小学校が閉校。ソチオリンピック、パラリンピックに美幌町出身の選手が４名出場。
- 2015年（平成27年） 木育（もくいく）ひろば「きてらす」オープン。
- 2017年（平成29年） 美幌130年祭挙行。
- 2018年（平成30年） 「美幌町民会館」改築オープン。
- 2020年（令和2年） 「美幌・津別広域事務組合美幌消防署新庁舎」供用開始。美幌町屋内多目的運動場「サニーセンター」オープン。
- 2021年（令和3年） 5月6日 「美幌町役場新庁舎」供用開始[9]。北海道内初のZEB庁舎が誕生。
- 2031年（令和13年）美幌義務教育学校開校予定

## 経済・産業

### 産業
- 農業（畑作）が発達。ビート、小麦、ジャガイモ、タマネギ、豆、ニンジン、キャベツ等を生産する。
- FSC森林認証を取得した林業。
- 国道が集中することから、運送業や建設業が盛んである。[要出典]

### 経済
陸上自衛隊美幌駐屯地や日本甜菜製糖をはじめとする多くの食品工場があることから、関係者や家族(主に町外出身者）が多く暮らしており、経済活動にも少なからず影響を持っているとされる。さらに、自然が豊かで、降雪量が北海道の気候としては少ない部類に入り、自然災害が少なく、温和な環境である。そして、人口の割にはスーパーマーケットやコンビニ等の商業施設が充実している自治体である。

### マスメディア
- 美幌新聞社 - 美幌新聞

### 金融機関
- 北洋銀行美幌支店
- 網走信用金庫美幌支店
- JAびほろ
- 北海道労働金庫取扱所
- 北見信用金庫美幌支店

### 農協
- 美幌町農業協同組合（JAびほろ）
- 美幌地方広域農業協同組合連合会
- ビホロ農工連（2009年4月現在、馬鈴薯でん粉生産量は日本一[10]）

### 郵便局
- 美幌郵便局（集配局）
- 上美幌郵便局
- 福住郵便局
- 美幌駅前郵便局
- 美幌南郵便局
- 稲美簡易郵便局

### 物流
- ヤマト運輸：道東主管支店美幌センター
- 鈴与カーゴネット（株）北海道支店美幌営業所
- 北見通運株式会社オホーツク支店

### 立地企業
ミュージックハウスを展開するタカハシ発祥の地。
- 肉の田村
- 日本甜菜製糖美幌製糖所
- クレードル食品美幌工場
- 美幌運送
- 丸和油脂美幌工場

### 商業施設

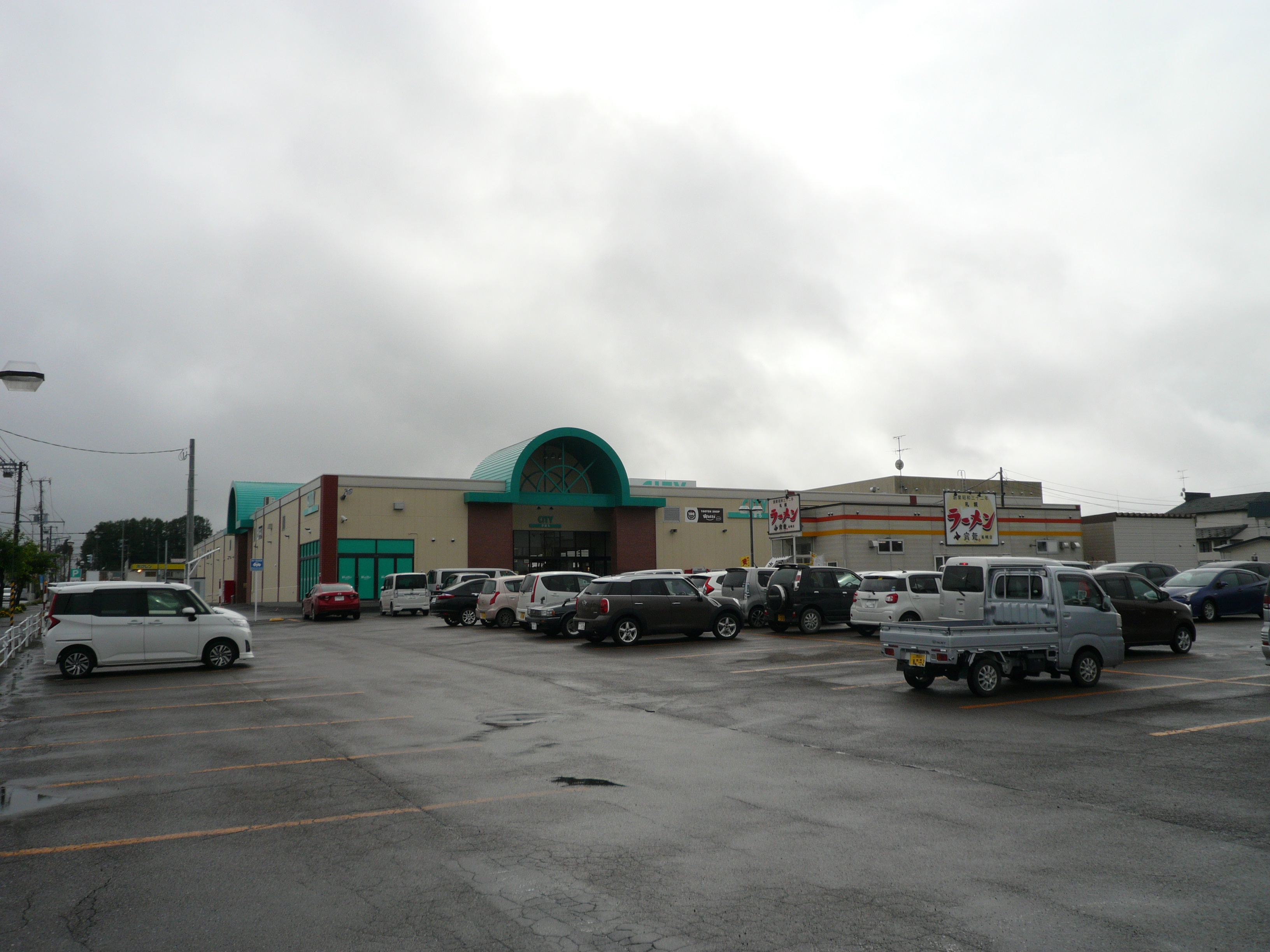
北雄ラッキーシティびほろ

- スーパー
  - 北雄ラッキーシティびほろ
  - コープさっぽろ北見地区びほろ店
  - スーパーアークス美幌店
  - DZマート美幌店
- ファーストフード店
  - すき屋243号美幌店
- ドラッグストア
  - サッポロドラッグストアー美幌店
  - サッポロドラッグストアー美幌栄町店
  - ツルハドラッグ美幌店
  - ツルハドラッグ美幌新町店
  - ツルハドラッグ美幌中央店
- ホームセンター
  - DCM美幌店
- 書籍・CD
  - ひかりや書店美幌店
- ファッション
  - しまむら美幌店
  - ファッション市場 サンキ美幌店

- 北雄ラッキーシティびほろ

## 行政機関

### 警察
- 美幌警察署

### 消防
- 美幌・津別広域事務組合消防本部
  - 美幌消防署
  - 美幌消防団

## 国家機関

### 防衛省
- 陸上自衛隊北部方面隊
  - 美幌駐屯地
    - 第6普通科連隊（第5旅団）

### 厚生労働省
- 北海道労働局
  - 北見公共職業安定所美幌分室（ハローワーク美幌）

## 姉妹都市・提携都市
- ケンブリッジ（ニュージーランド・ワイパ地区） - 1997年（平成9年）10月12日に友好姉妹都市締結
- 鹿児島県湧水町 スカイスポーツが縁による交流がおこなわれている

## 地域

### 人口
| |                                        |  |
| 美幌町と全国の年齢別人口分布（2005年） | 美幌町の年齢・男女別人口分布（2005年） |  |
| ■紫色 ― 美幌町 ■緑色 ― 日本全国 | ■青色 ― 男性 ■赤色 ― 女性              |  |
| 美幌町（に相当する地域）の人口の推移 \| 1970年（昭和45年） \| 25,916人 \| \| \| 1975年（昭和50年） \| 25,853人 \| \| \| 1980年（昭和55年） \| 26,534人 \| \| \| 1985年（昭和60年） \| 26,686人 \| \| \| 1990年（平成2年） \| 25,680人 \| \| \| 1995年（平成7年） \| 24,716人 \| \| \| 2000年（平成12年） \| 23,905人 \| \| \| 2005年（平成17年） \| 22,819人 \| \| \| 2010年（平成22年） \| 21,581人 \| \| \| 2015年（平成27年） \| 20,296人 \| \| \| 2020年（令和2年） \| 18,697人 \| \| |                                        |  |
| 総務省統計局 国勢調査より |                                        |  |
| 1970年（昭和45年） | 25,916人                               |  |
| 1975年（昭和50年） | 25,853人                               |  |
| 1980年（昭和55年） | 26,534人                               |  |
| 1985年（昭和60年） | 26,686人                               |  |
| 1990年（平成2年） | 25,680人                               |  |
| 1995年（平成7年） | 24,716人                               |  |
| 2000年（平成12年） | 23,905人                               |  |
| 2005年（平成17年） | 22,819人                               |  |
| 2010年（平成22年） | 21,581人                               |  |
| 2015年（平成27年） | 20,296人                               |  |
| 2020年（令和2年） | 18,697人                               |  |

## 教育
- 高等学校
  - 北海道美幌高等学校
- 中学校
  - 美幌町立美幌中学校
  - 美幌町立北中学校
- 小学校
  - 美幌町立美幌小学校
  - 美幌町立旭小学校
  - 美幌町立東陽小学校

## 交通

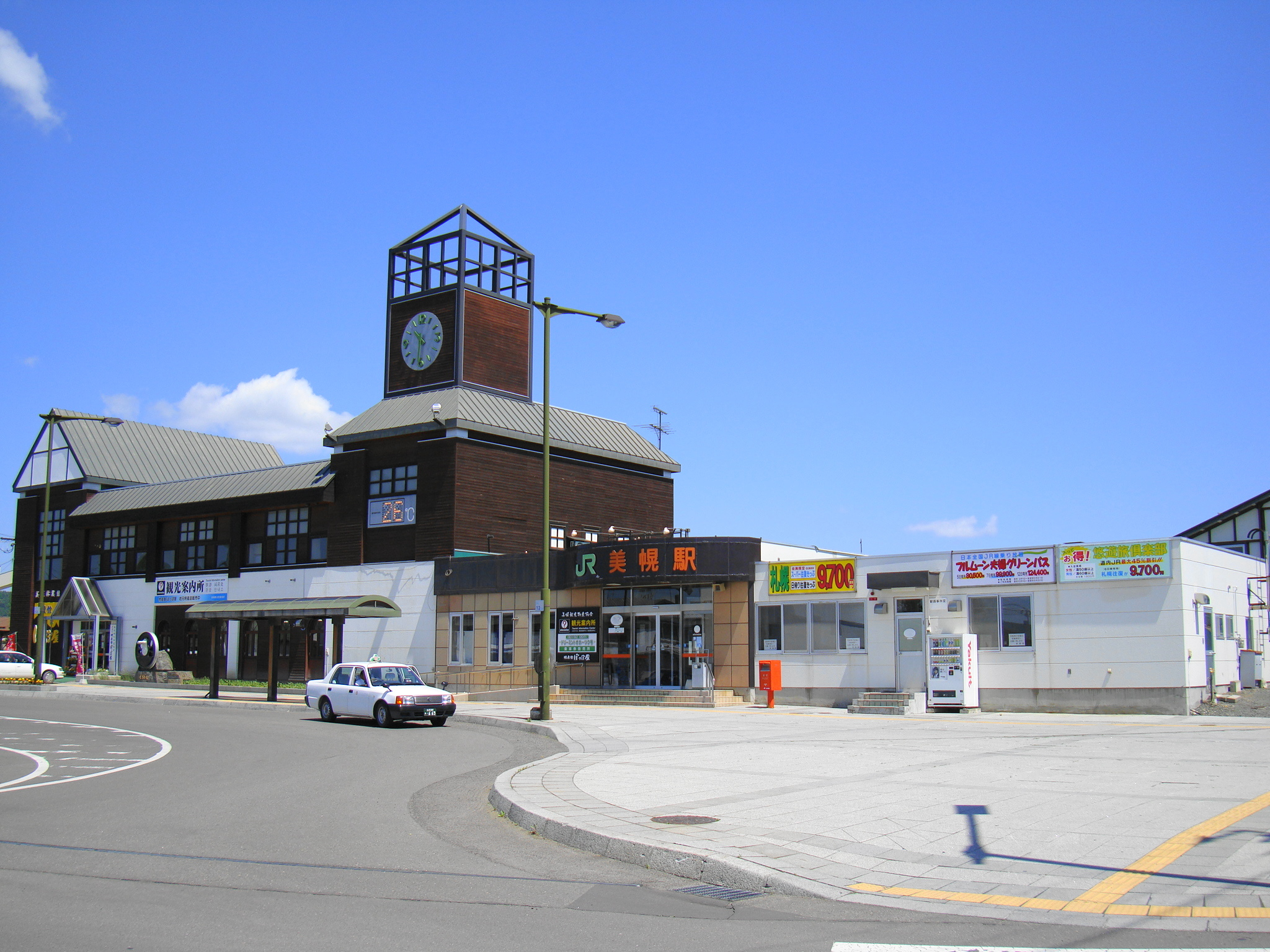
美幌駅

### 鉄道
- 北海道旅客鉄道（JR北海道）
  - 石北本線：美幌駅

かつて美幌駅から分岐し国鉄相生線が通っていたが、1985年（昭和60年）4月1日に廃止されている。町内には旭通仮乗降場、上美幌駅、豊幌仮乗降場が設置されていた。

### 路線バス
「美幌駅バスターミナル」を中心に運行される

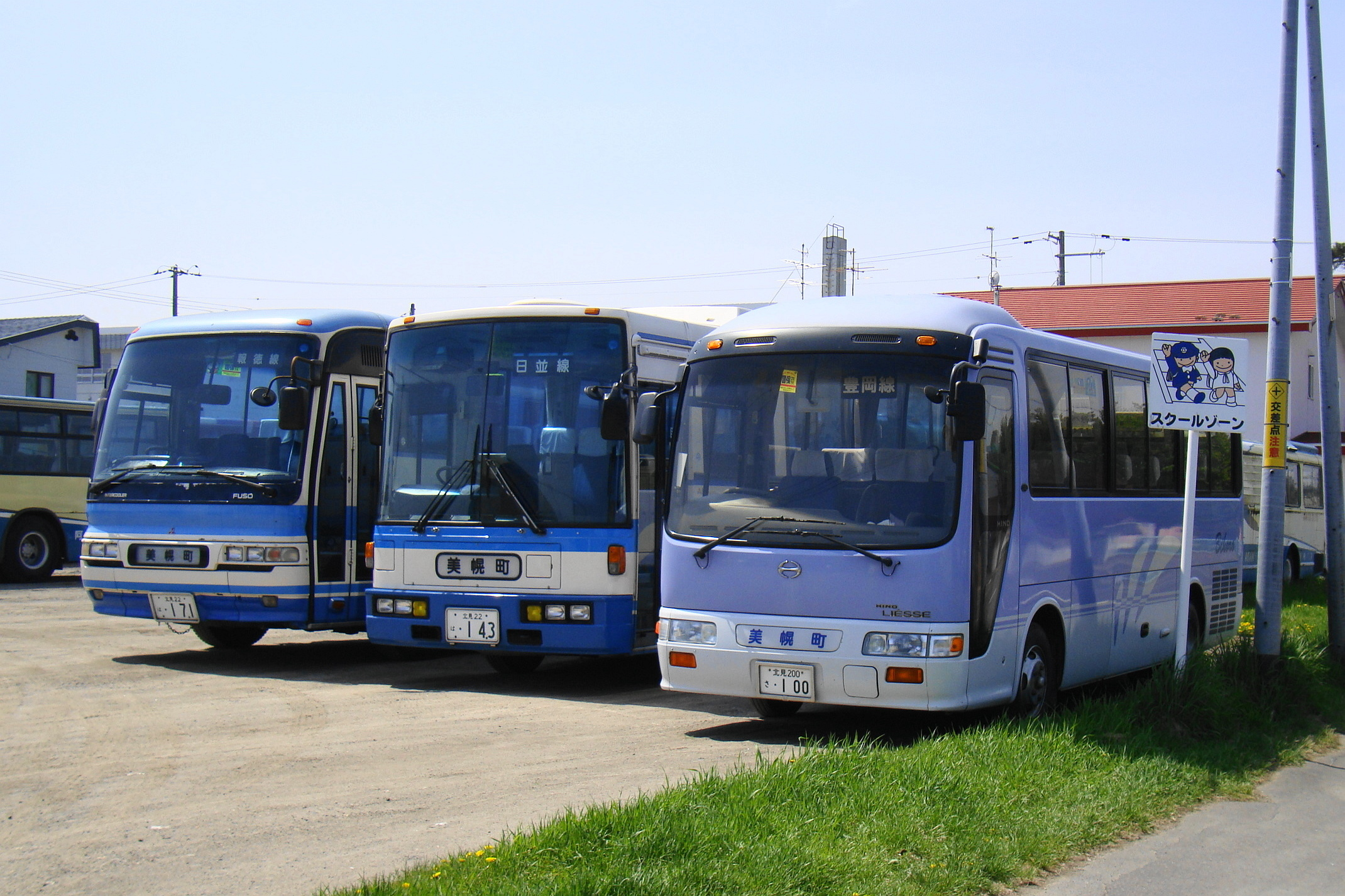
美幌町営バス

- 阿寒バス（美幌営業所を設置） - 町内循環線、美幌峠方面（夏期運行）
- 北海道北見バス（美幌営業所を設置） - 津別方面（相生線廃止代替）、北見方面、高野第三より女満別空港
- 網走バス - 新千歳空港方面（千歳オホーツクエクスプレス）
- 網走バス・北海道北見バス・北海道中央バス - 札幌方面（ドリーミントオホーツク号）
- 美幌町営バス - 沿線住民向け登録型バス（阿寒バスに運行管理を委託[11]）

### 道路
- バイパス
  - E61 美幌バイパス：美幌高野IC - 美幌IC
- 一般国道

- 国道39号
- 国道240号

- 国道243号
- 国道334号

- 都道府県道

- 北海道道122号北見端野美幌線
- 北海道道217号北見美幌線
- 北海道道248号嘉多山美幌線

- 北海道道249号福住女満別線
- 北海道道309号美幌停車場線
- 北海道道995号東藻琴豊富線

- 道の駅
  - ぐるっとパノラマ美幌峠

## 名所・旧跡・観光スポット・祭事・催事

### 町の文化財
- 絵模様付礫 - 美幌博物館にレプリカ常設展示
- 瑞治足柄奴
- 美幌小学校のかしわ
- ベニバナヤマシャクヤク自生地 - 野崎・柏ヶ丘公園内

### 観光
- リンナイチャシ
- 峠の湯びほろ
- 美幌航空公園
- 美幌峠
- みどりの村
- 美幌博物館
- 美幌林業館「きてらす」
- 美幌峠牧場

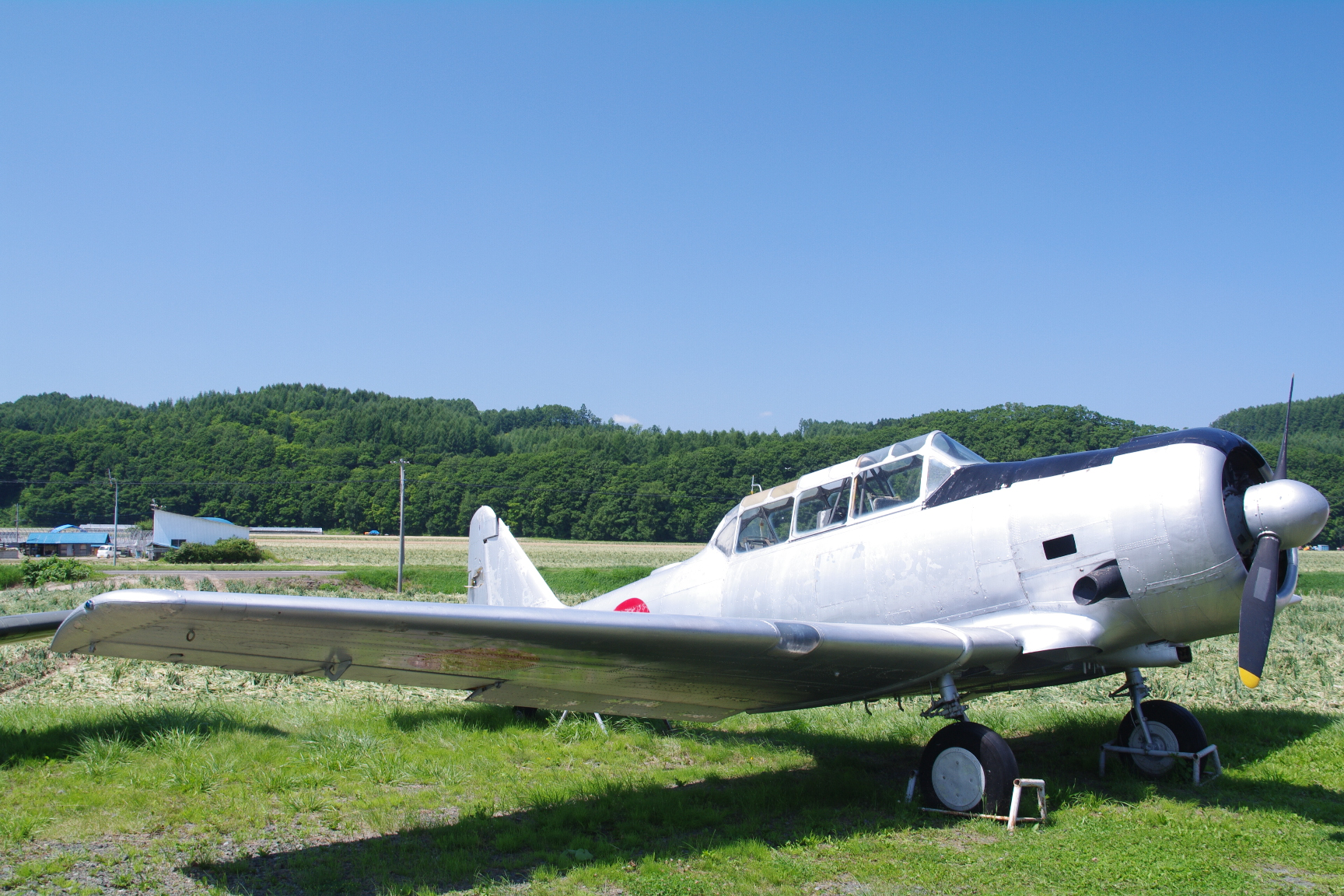
美幌航空公園に保存されている航空自衛隊のT-6練習機

- 翠明の滝（美幌川上流）- 美幌町唯一の滝。川が山側に逆流しているように見える本流を人工的にバイパスして出来た滝。
- 古梅ダム湖
- 美幌温水溜池 - ため池百選

### 祭り
- びほろ冬まつり（2月）
- 美幌峠祭り（5月）
- 美幌観光和牛まつり（7月）
- びほろ夏まつり（8月）
- ビホロ100kmデュアスロン大会（8月）
- 美幌ふるさと祭り（9月）

## 美幌町の有名人

### 美幌町出身の有名人
- 伊藤博明 - 文学者、専修大学教授（元・埼玉大学副学長）
- 柴田敬士 - レークプラシッドオリンピック日本代表選手(バイアスロン)。
- 高山梨沙 - スピードスケート選手。2008年（平成20年）にISUワールドカップ日本代表として中学生としては史上初めて選出された。
- 阿部由香里 - 長野オリンピック日本代表(バイアスロン)。久保恒造選手のコーチ。
- 久保恒造 - 障害者ノルディックスキー選手。2010バンクーバーパラリンピック日本代表。2009ワールドカップ大会カナダ大会バイアスロン ショート2位。2008ジャパンパラリンピッククロスカントリースキー競技大会初出場初優勝。株式会社日立ソリューションズ所属。美幌町「栄誉賞」（2回）「特別栄誉賞」（1回）受賞。ソチパラリンピック・バイアスロン競技で銅メダル獲得。2016リオパラリンピック陸上5000m、マラソン出場。2020（2021年）東京パラリンピック陸上5000m出場。
- 石田正子 - クロスカントリースキー選手。トリノオリンピック・バンクーバーオリンピック・ソチオリンピック・平昌オリンピック・北京オリンピック日本代表。2009年ワールドカップトロンハイム大会・女子30kmクラシカル3位。JR北海道所属。美幌町「栄誉賞」「特別栄誉賞」受賞。
- 佃咲江 - 北京オリンピック日本代表選手（自転車競技女子スプリント）。美幌町「栄誉賞」受賞。
- 鈴木李奈 - ソチオリンピック日本代表選手（バイアスロン）。美幌町「栄誉賞」受賞。
- 藤村祥子 - ソチオリンピック日本代表選手（スピードスケート）。美幌町「栄誉賞」受賞。
- 一戸誠太郎 - 平昌オリンピック・北京オリンピック日本代表選手（スピードスケート）。美幌町「特別栄誉賞」受賞。
- 北の富士勝昭 - 力士（第52代横綱）
- 木村章司 - ボクサー 美幌町「栄誉賞」受賞。
- 岡沢吉夫 -  スキー選手、陸上選手、八王子市議会議員、全日本スキー連盟理事。日本初の常設スキー学校開設者、全日本スキー連盟（SAJ)公認スキー学校の起案者。
- 鶴丸俊明 - 考古学者、札幌学院大学学長
- 八巻正治 - 社会福祉学者、元尚絅学院大学教授。美幌高校卒業
- 山口昌男 - 文化人類学者、元札幌大学学長。戦後、美幌町に疎開中の藁科雅美（音楽評論家、1950年第1回美幌町文化賞受賞）から英語の個人指導を受ける。
- 内藤克 -北海道放送アナウンサー
- Sepia'n Roses - ミュージシャン（メンバー4人中3人が美幌町出身）
- 松本亨 - 英語教育家、改革派教会教職。戦前に14年間アメリカに留学し、戦後NHKラジオ第2「英語会話」の講師を22年間務めた。
- 工藤雪枝 - ジャーナリスト、評論家、国家論、安全保障論に関する執筆を行っている。
- 大和田立 - ラグビー選手。
- 菊地儀之助 - アイヌ文化伝承者。

### 美幌町ゆかりの有名人
- 古村比呂 - 女優、出生地が美幌町
- 円舘金 - 美幌町在住の天文学愛好家（小惑星ハンター）。岩手県岩泉町出身。
- 藁科雅美 - 音楽評論家、毎日放送音楽ディレクター、訳書「バーンスタイン物語」など。戦後、美幌町に疎開し町民の文化向上に貢献する（1950年第1回美幌町文化賞受賞）。山口昌男に英語を個人指導、團伊玖磨に美幌農業高校校歌作曲を依頼（1952年）、武満徹に美幌町町歌作曲を依頼（1953年）。
- 美ち奴（みちやっこ、本名：久保染子） - 日本の女性歌手、1937年美幌開基五十年を記念して制定された「美幌小唄 （作詞：大塚郷湖、作曲：須藤五郎）」を歌い、また、美幌観光協会の依頼により「美幌観光音頭 （作詞：大塚郷湖、作曲：松田喜一、唄：美ち奴）」は、帝蓄レコード（テイチクレコード）でレコード化された。
- 宮嶋龍雄-小樽出身1954・1955冬季国体スキージャンプで優勝、兄は1936独ガルミッシュ・パルテンキルフェンオリンピックの日本代表宮嶋巌。クッシーブームの時には観光課長を務める。
- 須藤五郎 ｰ 日本の音楽家。開基50年記念歌 美幌町町歌 ｰ 1937年（昭和12年）制定、作詞 大塚郷湖、作曲 須藤五郎、歌手 塩まさる。開基50年記念歌 美幌小唄 ｰ 1937年（昭和12年）制定、作詞 大塚郷湖、作曲 須藤五郎、歌手 美ち奴。
- 湯浅譲二 ｰ 日本の作曲家。美幌病院歌または看護学校歌を作曲した。
- 藤原道山 ｰ 尺八演奏家、日本の作曲家。2000年に来町した縁で度々来町する。2024年美幌観光物産大使に就任。

## 小惑星
- 1990年（平成2年）2月28日に円舘金が発見した小惑星4460は、発見者によって「びほろ（美幌）」と命名されている。